# Pelin Çalışkanoğlu
Pelin Çalışkanoğlu (Istanbul, 14 de juliol de 1988) és una actriu turca i presidenta de l'organització filantropa Kalben ('del cor' en turc) d'ajuda a nens orfes que ella mateixa va fundar el 2017. Çalışkanoğlu va ser criada sota acolliment familiar des dels 6 mesos de vida, ja que fou trobada en el Parc de Fenerbahçe, a Kadıköy, vivint amb la seva família dins d'un automòbil abandonat. Va assabentar-se d'aquesta situació amb 6 anys, a l'escola bàsica. És graduada del Departament de Teatre de la Universitat Haliç (Corn d'Or) a Istanbul. Va viure tota la seva vida a Fenerbahçe, fins a casar-se amb l'empresari Aşkın Ekşi, el 2018.

## Filmografia[8]

### Series de TV
- 2008 – Kız Takımı
- 2009 – Mat
- 2010 – Güneydoğudan Öyküler Önce Vatan
- 2014 – Elif (com a Pelin[9])

### Films
- 2009 – Güneşi Gördüm
- 2010 – Romantik Komedi